# Clear Lake (Wisconsin)
Clear Lake ist eine Gemeinde (mit dem Status „Village“) im Polk County im US-amerikanischen Bundesstaat Wisconsin. Im Jahr 2010 hatte Clear Lake 1070 Einwohner.

## Geografie
Clear Lake liegt am gleichnamigen See im Nordwesten Wisconsins, rund 40 km östlich des St. Croix River. Dieser bildet die Grenze Wisconsins zu Minnesota und mündet rund 95 km südwestlich von Clear Lake in den Mississippi.
Die geografischen Koordinaten von Clear Lake sind 45°15′07″ nördlicher Breite und 92°16′17″ westlicher Länge. Das Gemeindegebiet erstreckt sich über eine Fläche von 7,82 km² und wird fast vollständig von der Town of Clear Lake umgeben, ohne dieser anzugehören. Im Westen grenzt die Town of Black Brook an das Gemeindegebiet.
Nachbarorte von Clear Lake sind Clayton (12,4 km nordöstlich), Prairie Farm (26,4 km östlich), Glenwood City (28,7 km südsüdöstlich), Forest (14 km südlich), Deer Park (16 km südwestlich) und Amery (13 km nordwestlich).
Die nächstgelegenen größeren Städte sind die Twin Cities (Minneapolis und Saint Paul) in Minnesota (91 km südwestlich), Duluth am Oberen See in Minnesota (198 km nördlich), Eau Claire (100 km südöstlich) und Rochester in Minnesota (171 km südlich). Wisconsins Hauptstadt Madison liegt 391 km südöstlich.

## Verkehr
Der U.S. Highway 63 verläuft als Hauptstraße durch Clear Lake. Alle weiteren Straßen sind untergeordnete Landstraßen, teils unbefestigte Fahrwege oder innerörtliche Verbindungsstraßen.
Die nächsten Flughäfen sind der Chippewa Valley Regional Airport in Eau Claire (103 km südöstlich) und der Minneapolis-Saint Paul International Airport (113 km südwestlich).

## Bevölkerung
Nach der Volkszählung im Jahr 2010 lebten in Clear Lake 1070 Menschen in 459 Haushalten. Die Bevölkerungsdichte betrug 136,8 Einwohner pro Quadratkilometer. In den 459 Haushalten lebten statistisch je 2,32 Personen.
Ethnisch betrachtet setzte sich die Bevölkerung zusammen aus 97,4 Prozent Weißen, 0,1 Prozent (eine Person) amerikanischen Ureinwohnern, 0,2 Prozent Asiaten sowie 0,9 Prozent aus anderen ethnischen Gruppen; 1,4 Prozent stammten von zwei oder mehr Ethnien ab. Unabhängig von der ethnischen Zugehörigkeit waren 2,8 Prozent der Bevölkerung spanischer oder lateinamerikanischer Abstammung.
25,8 Prozent der Bevölkerung waren unter 18 Jahre alt, 58,2 Prozent waren zwischen 18 und 64 und 16,0 Prozent waren 65 Jahre oder älter. 51,2 Prozent der Bevölkerung waren weiblich.
Das mittlere jährliche Einkommen eines Haushalts lag bei 37.202 USD. Das Pro-Kopf-Einkommen betrug 21.220 USD. 8,9 Prozent der Einwohner lebten unterhalb der Armutsgrenze.

## Bekannte Bewohner
- Burleigh Grimes (1893–1985) – Baseballspieler und Manager – gestorben in Clear Lake
- Gaylord Nelson (1916–2005) – 35.  Gouverneur von Wisconsin (1959–1963) und demokratischer US-Senator von Wisconsin (1963–1981) – geboren und aufgewachsen in Clear Lake